# Coia Ibañez Ferrater
Coia Ibáñez Ferrater (Reus, 1962) és una pintora reusenca, que prové d'una família relacionada amb el món de la música. La seva mare era professora de música i va fundar l'Escola de Música Xilofón, un centre que ara dirigeix la seva filla. Va estudiar a l'Escola d'Art i Disseny de la Diputació de Tarragona durant el curs 1980-85, on es va graduar en l'especialitat de Pintura Mural i Procediments Pictòrics. En acabar els estudis, va començar a treballar en un estudi de disseny, sense deixar de pintar.

## Obra
Les ores que coneixem dels seus primers anys són abstractes, en les quals mostra un interès per la riquesa textural. El pes donat a la textura, la importància del color, més la cura de les seves composicions seran elements constants en la seva producció.
L'any 1991, seguint el consell del pintor reusenc Morató Aragonès, decideix participar en el Concurs de Pintura Jove que convoca la Sala Parés i és seleccionada. A partir d'aquí i després de la mostra “7 noves realitats” a la Sala Vayreda, comença la carrera com a professional. L'any següent, 1992, exposa als Amics de les Arts a Terrassa. També, aquest mateix any exposa a la seva ciutat per primera vegada i ho fa a la galeria Cerc. El 1997 exposa a la galeria In Der Volksbank, a Lindenberg (Alemanya). En les obres que integraven aquesta mostra es comença a fer present el món de signes i símbols que anirà caracteritzant la seva obra, però que encara no tenen la definició que les caracteritzarà posteriorment.
El 2001 fa la seva primera mostra individual a la Galeria Anquins. Entre el 2000 i el 2001 s'inicia un procés de canvis, enceta un camí en el qual entraran de forma definitiva a la seva obra les cultures orientals.